# Хафпайп (спортивное сооружение)

Основные элементы хаф-пайпа

Хаф-пайп, хавпайп, хафпайп — сооружение, специальная вогнутая конструкция из различных материалов, используемая в экстремальных видах спорта, таких как сноуборд, скейтбординг, лыжный хаф-пайп, фристайл BMX. Название происходит от англ. half-pipe — «половина трубы», поскольку сооружение её напоминает.
Материалом для изготовления хафпайпа являются дерево, бетон, металл, земля, снег или комбинация этих материалов. В разрезе сооружение напоминает поперечное сечение бассейна, по существу две вогнутых рампы (или две четверть трубы), переходящие вверху в ровную поверхность. Первоначально хаф-пайпы были действительно половиной секции трубы большого диаметра. С 1980-х годов хаф-пайпы имеют расширенное плоское дно между наклонными стенками. Плоское дно обеспечивает время, чтобы восстановить равновесие после приземления, и даёт больше времени, чтобы подготовиться к следующему трюку.
Спортсмен, используя силу гравитации, двигается по двум встречным скатам, выполняя по ходу различные трюки при каждом перемещении.
Хаф-пайпом (с соответствующим добавлением) называют также саму дисциплину, в которой происходят соревнования. Хаф-пайп в сноуборде является олимпийской дисциплиной с 1998 года, а лыжный хаф-пайп дебютировал в 2014 году на зимней Олимпиаде в Сочи.
В хаф-пайпе выступают также летом, когда его называют рампой (скейтбордисты, представители BMX, спортсмены на роликовых коньках).